# Sinornitoid
Sinornitoid (Sinornithoides) – rodzaj niewielkiego, ptakopodobnego teropoda z rodziny troodontów (Troodontidae). Żył w okresie wczesnej kredy (apt – alb, około 120–100 mln lat temu) na terenach dzisiejszej Azji. Został opisany 1993 roku przez Dale'a Russella i Donga Zhiminga w oparciu o niemal kompletny szkielet niezawierający jedynie fragmentu czaszki oraz kilku kręgów szyjnych i grzbietowych. Do holotypu przypisano także kilka innych kości. Sinornithoides osiągał długość około 1 m i polował prawdopodobnie na niewielkie ssaki i inną drobną zdobycz. W podobnej pozycji, co holotyp Sinornithoides youngi – z pyskiem podwiniętym pod lewą rękę – został odnaleziony później także inny przedstawiciel rodziny Troodontidae – Mei long. Szkielet sinornitoida jest najbardziej kompletnym znalezionym dotąd szkieletem troodonta i pierwszym, w którym zachowały się kości rąk, grzbietu oraz szyi.